# Puits de saint Patrice
Le puits de saint Patrice, ou Pozzo di San Patrizio en italien, est un puits historique situé à Orvieto en Ombrie.

## Histoire
Le puits a été construit par l'architecte-ingénieur Antonio da Sangallo le Jeune de Florence, entre 1527 et 1537, à la demande du pape Clément VII, qui avait trouvé refuge à Orvieto durant le sac de Rome en 1527 par Charles Quint et craignait pour l'approvisionnement en eau de la ville en cas d'un siège. Le puits a été complété en 1537 sous le pontificat du pape Paul III.

## Description
L'architecte a entouré le puits central de deux rampes en double hélice accessibles par deux portes, ce qui permettait aux mules de transporter séparément les réservoirs d'eau vides et pleins  sans se rencontrer.
La partie extérieure, au sommet, est constituée d'une structure cylindrique basse, décorée des lys Farnèse du pape Paul III, et possède deux entrées diamétralement opposées. Au-dessus de l'entrée du puits, l'inscription « Quod natura munimento inviderat industria adiecit » (« ce que la nature n'avait pas prévu, l'ingéniosité l'a fourni »).
L'accès au puits, chef-d'œuvre d'ingénierie, est assuré par deux rampes en spirale à sens unique, totalement indépendantes et desservies par deux entrées différentes, qui permettaient de transporter l'eau extraite par des mules sans obstacles et sans avoir à recourir à la route unique qui montait au village depuis le fond de la vallée.
Le puits, de 54 m de profondeur, a été créé en creusant dans le tuf du plateau qui supporte la ville d'Orvieto. Il a une forme cylindrique avec un diamètre de 13 m. Il comporte 248 marches et 72 grandes fenêtres. Les deux escaliers sont reliés par un pont, toujours praticable.
Au fond du puits, le niveau d'eau reste constant grâce à une source naturelle qui alimente la cavité et un émissaire qui draine l'excès d'eau.

## Origine du nom
Le nom provient de la grotte de saint Patrice située sur l'île de  Lough Derg (Donegal) en Irlande et qui porte aujourd'hui le nom du « purgatoire de saint Patrick ».
Initialement, le puits s'appelait « Pozzo della Rocca » en référence à la forteresse ou « Fortezza dell'Albornoz » située à proximité, pour laquelle le puits lui-même a été construit. Ce n'est qu'au XIXe siècle qu'il prit son nom actuel de « Puits de Saint-Patrick » , donné par les frères du couvent des Servites qui s'inspirèrent de la légende du saint irlandais.
En fait, on croyait qu'en Irlande, dans une grotte sans fond située sur l'îlot de Station Island dans le Lough Derg, on pouvait atteindre l'au-delà. La grotte symbolisait la porte du Purgatoire, et ce n'est qu'après avoir affronté une série d'épreuves terribles pour se purifier de ses péchés que l'on atteignait le bout de la grotte qui représentait l'entrée du Paradis.

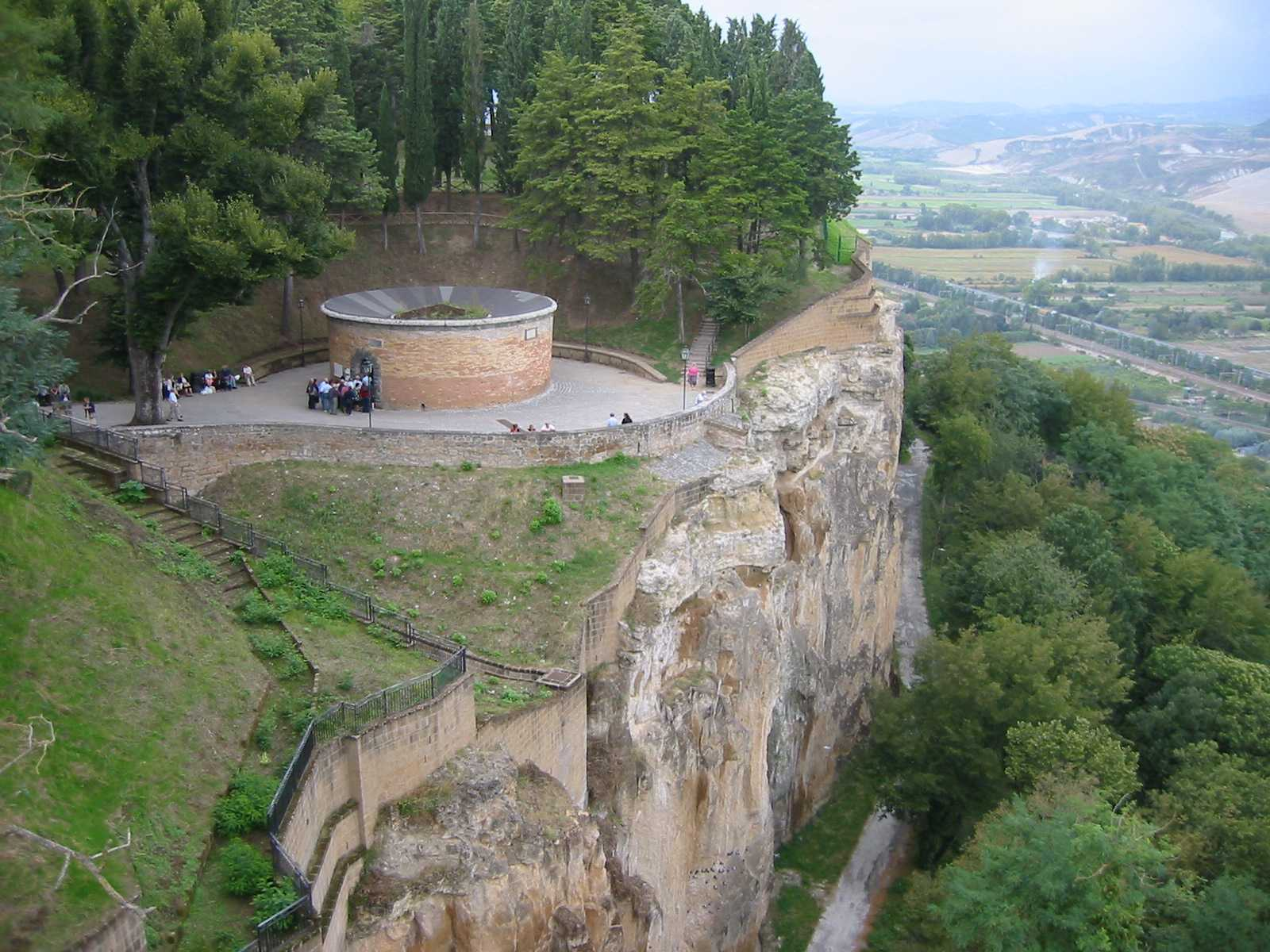
Entrée du puits, sur la falaise.
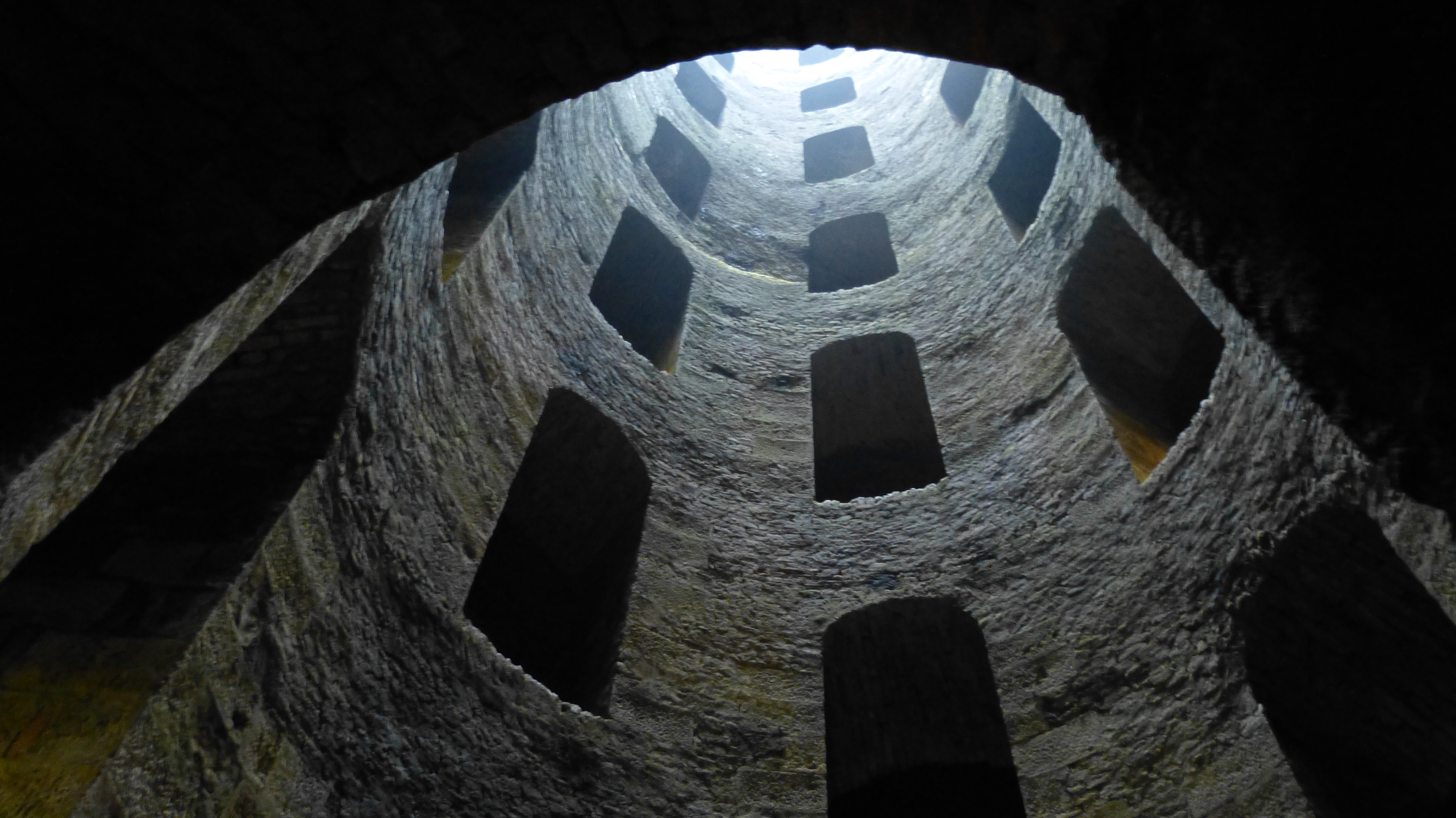
Intérieur, vu d'en bas.